# Palicus gracilis
Palicus gracilis is een krabbensoort uit de familie van de Palicidae. De wetenschappelijke naam van de soort is voor het eerst geldig gepubliceerd in 1883 door Smith.